# Arco de San Miguel (Ateca)
El arco de San Miguel o portal-capilla de San Miguel , era una de las puertas que daba acceso al recinto fortificado de Ateca y está situado al norte del casco urbano del municipio zaragozano de Ateca, en la comarca de Calatayud, Aragón, España.

## Descripción

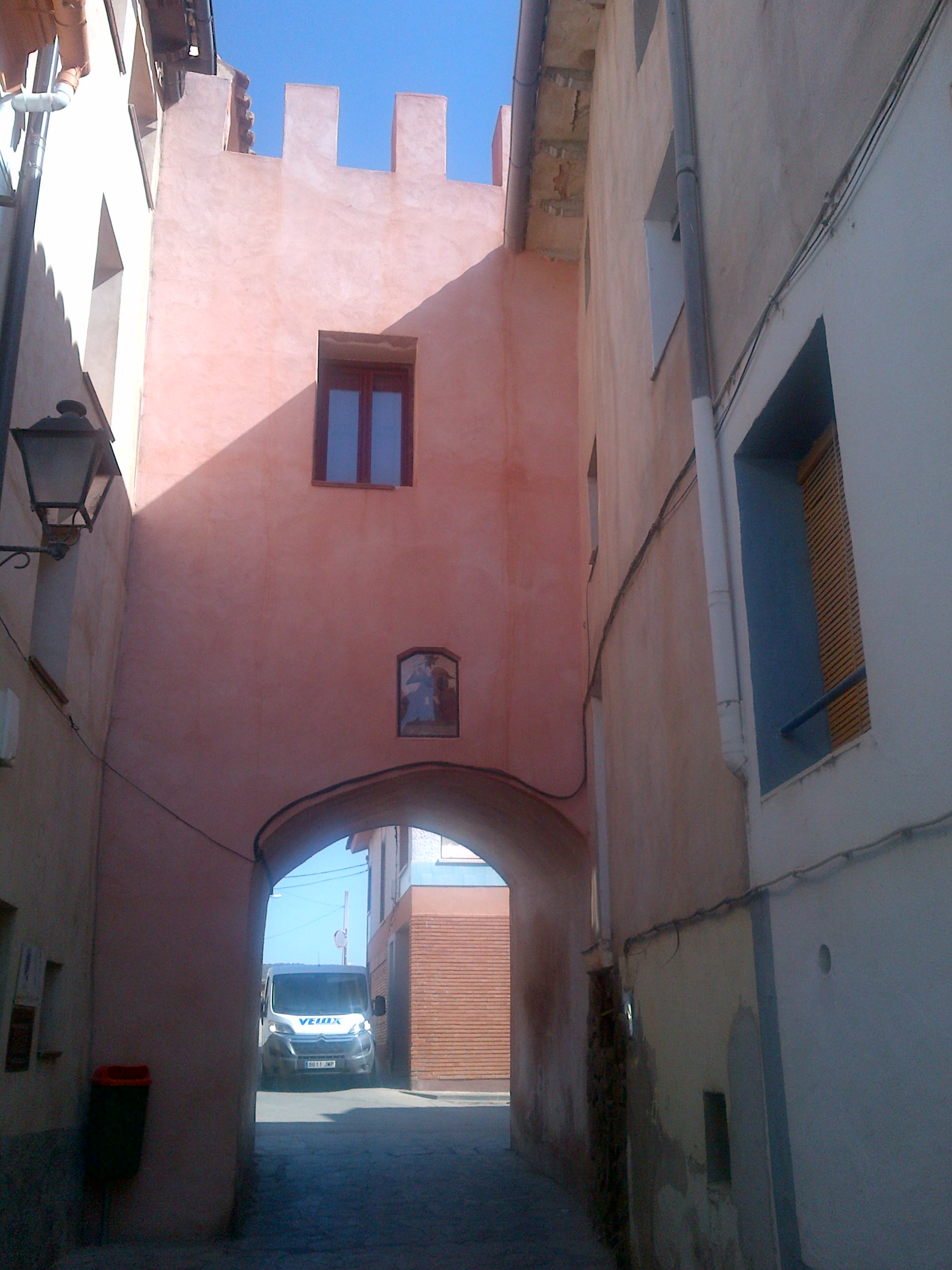
Arco-capilla de San Miguel desde el Areal

Se trata de una puerta-torre de origen medieval que formaba parte de la muralla que defendía la Villa desde la Edad Media y hasta la segunda mitad del siglo XIX, pasadas las Guerras Carlistas.
Es la puerta de acceso al casco antiguo de la localidad por el norte, viniendo desde las vecinas localidades de Moros por las vegas de Santa Lucía. 
En la parte interior del torreón existe un cuadro de San Miguel venciendo al demonio. Hasta bien entrado el siglo XX, por la noche se cerraban las puertas y no se volvían a abrir hasta el amanecer, encomendándose los agricultores que por allí salían a sus labores al santo.
En el siglo XVII se la conocía como puerta de los eriales, ya que da acceso al Erial bajo y al Erial alto que hoy en día son dos calles del pueblo con los nombres de Areal Alto y Areal Bajo. Recientemente ha sido restaurada y ocupa sus dependencias una oficina de información turística del Ayuntamiento de Ateca.

## Catalogación
Se encuentra inscrita en el Inventario del Patrimonio Cultural Aragonés por lo que según la ley 3/1999 de 10 de marzo del Patrimonio Cultural Aragonés tiene la protección de Bien inventariado del patrimonio cultural aragonés y por la declaración genérica de B.I.C. de todos los castillos de España por el Decreto de 22 de abril de 1949 y Ley 16/1985 de protección del Patrimonio Histórico Español.